# Szolnoki Olaj Kosárlabda klub
Lo Szolnoki Olaj Kosárlabda Klub è una squadra di pallacanestro ungherese con sede a Szolnok.
Fondato nel 1959, la squadra disputa le proprie partite interne presso la Tiszaligeti Sportcsarnok (capienza 2.200 posti). Il club rossonero ha vinto il campionato nazionale in otto occasioni, nel 1991, 2007, 2011, 2012, 2014, 2015, 2016 e 2018. La coppa nazionale è stata invece conquistata sette volte: nel 2002, 2007, 2011, 2012, 2014, 2015 e 2018.

## Palmarès
- Campionato ungherese: 8

1990-1991, 2006-2007, 2010-2011, 2011-2012, 2013-2014, 2014-2015, 2015-2016, 2017-2018
- Coppa d'Ungheria: 10

2002, 2007, 2011, 2012, 2014, 2015, 2018, 2019, 2022, 2024

## Cestisti
- Pavel Frána 2004-2005, 2006-2007
- Vernard Hollins 2006-2008